# The Hank McCune Show
Pour les articles homonymes, voir McCune.
The Hank McCune Show est une sitcom américaine diffusée entre le 9 septembre 1950 et le 2 décembre 1950 sur le réseau NBC.
Cette série est inédite dans les pays francophones.

## Distribution
La distribution incluait :
- Hank McCune dans son propre rôle
- Larry Keating
- Charles Maxwell
- Frank Nelson
- Florence Bates[2]
- Sara Berner
- Arthur Q. Bryan
- Hanley Stafford

## Commentaires
Bien qu'elle n'eut qu'une courte durée de vie, cette sitcom est restée célèbre pour avoir été la première à utiliser des rires enregistrés, afin de compenser le fait qu'elle était tournée sans public.
La série a commencé comme un programme local de Los Angeles en 1949. NBC l'a ensuite programmée pour la saison suivante en première partie de soirée (à 19 h ET) et à l'échelle nationale. Diffusée dans cette case à partir du 9 septembre 1950, elle fut cependant annulée trois mois plus tard.
La série préfigurait The Larry Sanders Show dans la mesure où elle mettait en scène une émission de télévision fictive, dont le nom est tiré de son présentateur : Hank McCune.